# Либерти Хил (Тексас)
Либерти Хил (енгл. Liberty Hill) град је у америчкој савезној држави Тексас. По попису становништва из 2010. у њему је живело 967 становника.

## Демографија
Према попису становништва из 2010. у граду је живело 967 становника, што је 442 (31,4%) становника мање него 2000. године.
| Група             | 2000.         | 2010.       |
| Белци             | 1.121 (79,6%) | 736 (76,1%) |
| Афроамериканци    | 3 (0,2%)      | 15 (1,6%)   |
| Азијати           | 7 (0,5%)      | 8 (0,8%)    |
| Хиспаноамериканци | 261 (18,5%)   | 187 (19,3%) |
| Укупно            | 1.409         | 967         |